# 中ノ池
中ノ池（なかのいけ）は、愛知県東海市の地名。

## 地理
東海市南西部に位置する。

## 歴史

### 地名の由来
当地に所在するため池の中ノ池に由来する。

### 人口の変遷
国勢調査による人口および世帯数の推移。
| 1995年（平成7年）  | 738世帯 2307人  |  |
| 2000年（平成12年） | 774世帯 2333人  |  |
| 2005年（平成17年） | 892世帯 2732人  |  |
| 2010年（平成22年） | 989世帯 2854人  |  |
| 2015年（平成27年） | 1018世帯 2705人 |  |
| 2020年（令和2年）  | 1037世帯 2588人 |  |

### 沿革
- 1983年（昭和58年） - 東海市高横須賀町の一部により、同市中ノ池が成立[2]。

## 施設
- 中ノ池公園
- 公立西知多総合病院
- 汐見が丘公園

### WEB
1. ↑  “愛知県東海市の町丁・字一覧”.   人口統計ラボ. 2024年2月12日閲覧。
2. 1 2  総務省統計局 (2022年2月10日). “令和2年国勢調査の調査結果(e-Stat) - 男女別人口，外国人人口及び世帯数－町丁・字等” (CSV). 2023年8月2日閲覧。
3. ↑  “愛知県東海市の郵便番号一覧”.   日本郵便. 2024年2月11日閲覧。
4. ↑  “ナンバープレートについて”.   一般社団法人愛知県自動車会議所. 2024年1月21日閲覧。
5. ↑  総務省統計局 (2014年3月28日). “平成7年国勢調査の調査結果(e-Stat) - 男女別人口及び世帯数 －町丁・字等” (CSV). 2021年7月20日閲覧。
6. ↑  総務省統計局 (2014年5月30日). “平成12年国勢調査の調査結果(e-Stat) - 男女別人口及び世帯数 －町丁・字等” (CSV). 2021年7月20日閲覧。
7. ↑  総務省統計局 (2014年6月27日). “平成17年国勢調査の調査結果(e-Stat) - 男女別人口及び世帯数 －町丁・字等” (CSV). 2021年7月21日閲覧。
8. ↑  総務省統計局 (2012年1月20日). “平成22年国勢調査の調査結果(e-Stat) - 男女別人口及び世帯数 －町丁・字等” (CSV). 2021年7月21日閲覧。
9. ↑  総務省統計局 (2017年1月27日). “平成27年国勢調査の調査結果(e-Stat) - 男女別人口及び世帯数 －町丁・字等” (CSV). 2021年7月21日閲覧。

### 書籍
1. ↑  「角川日本地名大辞典」編纂委員会 1989, p. 1733.
2. 1 2  「角川日本地名大辞典」編纂委員会 1989, p. 948.